# UFC Fight Night: Gane vs. Volkov
UFC Fight Night: Gane vs. Volkov (conosciuto anche come UFC Fight Night 190, oppure UFC on ESPN+ 48, o anche UFC Vegas 30) è stato un evento di arti marziali miste tenuto dalla Ultimate Fighting Championship il 26 giugno 2021 all'UFC APEX di Las Vegas, negli Stati Uniti.

## Risultati
|                  | Divisione            |                   |                 |                    | Metodo                                        | Round           | Tempo           | Premio          |
| Card Principale  | Card Principale      | Card Principale   | Card Principale | Card Principale    | Card Principale                               | Card Principale | Card Principale | Card Principale |
| ---------------- | -------------------- | ----------------- | --------------- | ------------------ | --------------------------------------------- | --------------- | --------------- | --------------- |
|                  | Pesi massimi         | Ciryl Gane        | batte           | Alexandr Volkov    | Decisione unanime (50–45, 50–45, 49–46)       | 5               | 5:00            |                 |
|                  | Pesi massimi         | Tanner Boser      | batte           | Ovince Saint Preux | KO (pugni)                                    | 2               | 2:31            |                 |
|                  | Pesi gallo           | Timur Valiev      | batte           | Raoni Barcelos     | Decisione maggioritaria (28–28, 29–28, 29–28) | 3               | 5:00            | FOTN            |
|                  | Pesi piuma           | Andre Fili        | vs.             | Daniel Pineda      | No Contest (ditata all'occhio accidentale)    | 2               | 0:46            |                 |
|                  | Pesi welter          | Tim Means         | batte           | Nicolas Dalby      | Decisione unanime (29–28, 29–28, 29–28)       | 3               | 5:00            |                 |
|                  | Pesi leggeri         | Renato Moicano    | batte           | Jai Herbert        | Sottomissione (rear-naked choke)              | 2               | 4:34            |                 |
| Card Preliminare |                      |                   |                 |                    |                                               |                 |                 |                 |
|                  | Pesi mediomassimi    | Kennedy Nzechukwu | batte           | Danilo Marques     | KO tecnico (pugni)                            | 3               | 0:20            | POTN            |
|                  | Pesi welter          | Shavkat Rakhmonov | batte           | Michel Prazeres    | Sottomissione (rear-naked choke)              | 2               | 2:10            |                 |
|                  | Pesi massimi         | Jeremiah Wells    | batte           | Warlley Alves      | KO (pugni)                                    | 2               | 0:30            |                 |
|                  | Pesi mediomassimi    | Marcin Prachnio   | batte           | Ike Villanueva     | KO tecnico (calcio al corpoo)                 | 3               | 0:56            | POTN            |
|                  | Pesi gallo femminili | Julia Avila       | batte           | Julija Stoliarenko | Sottomissione (rear-naked choke)              | 3               | 4:19            |                 |
|                  | Pesi piuma           | Charles Rosa      | batte           | Justin Jaynes      | Decisione non unanime (30–27, 28–29, 29–28)   | 3               | 5:00            |                 |
|                  | Pesi leggeri         | Damir Hadžović    | batte           | Yancy Medeiros     | Decisione unanime (29–28, 29–28, 29–28)       | 3               | 5:00            |                 |

## Premi
I lottatori premiati ricevettero un bonus di 50.000 dollari.
Legenda:
- FOTN: Fight of the Night (vengono premiati entrambi gli atleti per il miglior incontro dell'evento)
- POTN: Performance of the Night (viene premiato il vincitore per la migliore performance dell'evento)